# Dzerjinsk

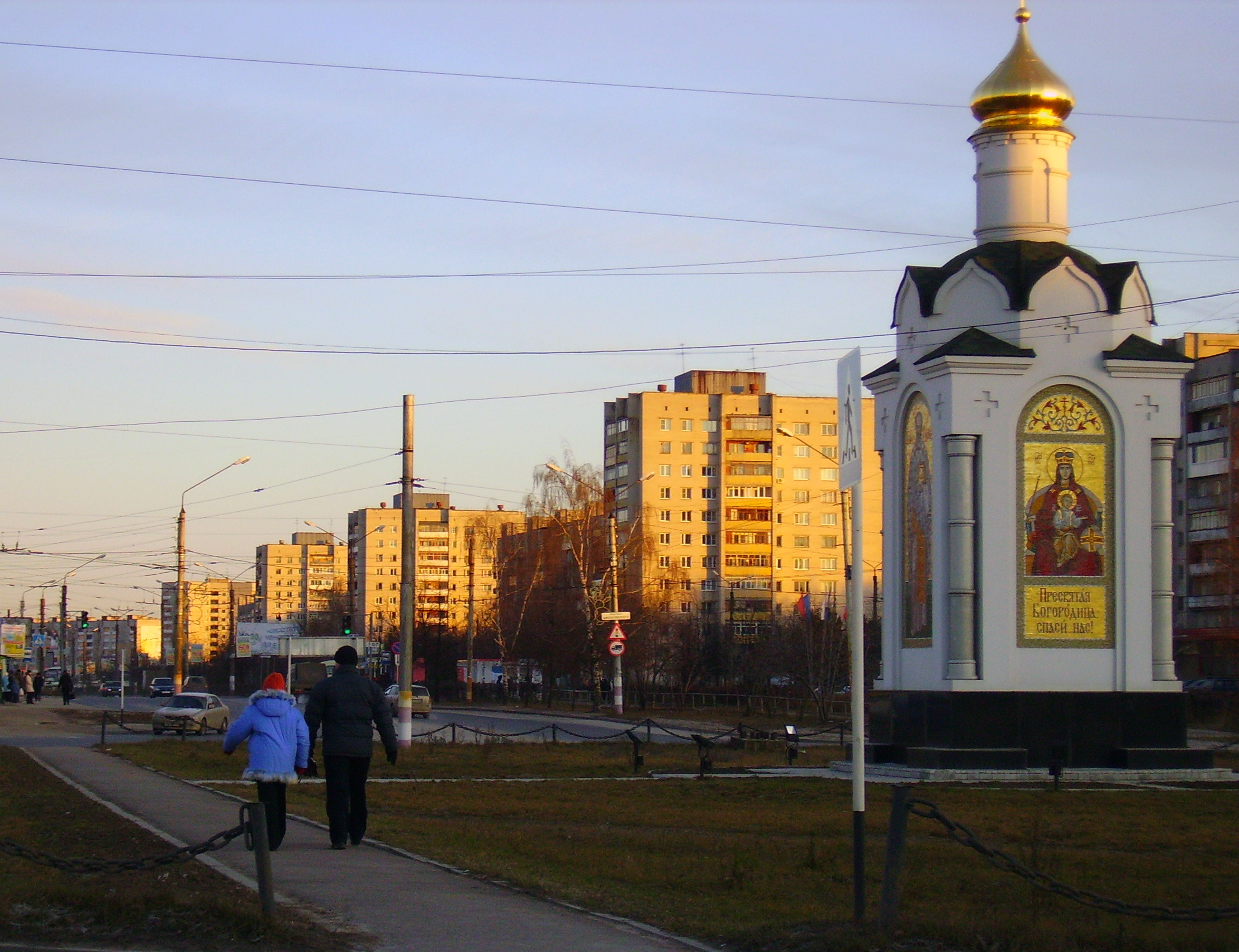
Avinguda Tsiolkovski

Dzerjinsk (en rus Дзержи́нск) és una ciutat de Rússia dins l'óblast de Nijni Nóvgorod, es troba a la riba del riu Okà, a uns 400 km a l'est de Moscou. Segons el cens de 2010 tenia 240.762 habitants.
Aquesta ciutat rep el nom en honor de Fèliks Dzerjinski, un bolxevic polonès i primer cap de la Txekà (policia secreta).
Dzerjinsk s'ha convertit en un gran centre de la producció química de Rússia. En el passat, també ho era de la producció d'armes químiques. Fins recentment era una ciutat tancada per als estrangers.

## Història
La ciutat va ser fundada en terres que s'anomenaven Txernorètxie ('les terres al voltant del riu negre'). El Txernaia (el riu Negre) abocava al riu Okà. Les primeres mencions de Txernorètxie són en documents del segle xvii. Les terres al voltant de la ciutat pertanyien a monestirs. Les ribes sorrenques al voltant del riu Okà eren pràcticament deshabitades.
El tsar Pere I (Pere el Gran) ordenà fer-hi drassanes. A principi del segle xx, durant la Primera Guerra Mundial, la indústria química de Sant Petersburg va ser traslladada a Rastiàpino (el nom que tenia aleshores Txernorètxie).